# Gustavo Puerta
Gustavo Adolfo Puerta Molano (sinh ngày 23 tháng 7 năm 2003) là một cầu thủ bóng đá người Colombia hiện đang chơi ở vị trí tiền vệ cho câu lạc bộ Hull City tại EFL Championship.

## Sự nghiệp câu lạc bộ
Sinh ra tại La Victoria, Valle del Cauca, Puerta bắt đầu chơi bóng đá tại trường thể thao Talentos Gustavo Victoria Deportes ở Tuluá. Anh cũng từng thi đấu cho đội bóng nghiệp dư Supercampeones từ khi mười tuổi cho đến mười sáu tuổi.
Ban đầu bị từ chối thử nghiệm bởi đội Categoría Primera A Colombia Independiente Santa Fe vào năm 2019, Puerta sau đó đã gia nhập đội hạng hai Bogotá vào năm 2021.
Vào ngày 31 tháng 1 năm 2023, Puerta chuyển đến câu lạc bộ Bundesliga Đức Bayer Leverkusen, trước khi ngay lập tức được cho mượn đến 1. FC Nürnberg ở giải 2. Bundesliga.

## Sự nghiệp quốc tế
Puerta đã đại diện cho Colombia ở cấp độ U-20. Anh là đội trưởng của đội tại Giải vô địch bóng đá U-20 Nam Mỹ 2023.

## Thống kê sự nghiệp

### Câu lạc bộ
Tính đến trận đấu diễn ra ngày 3 tháng 5 năm 2025
| Câu lạc bộ            | Mùa                 | Giải đấu            | Giải đấu | Giải đấu | Cúp quốc gia | Cúp quốc gia | Cúp liên đoàn | Cúp liên đoàn | Lục địa | Lục địa | Tổng cộng | Tổng cộng |
| Câu lạc bộ            | Mùa                 | Hạng đấu            | Trận     | Bàn      | Trận         | Bàn          | Trận          | Bàn           | Trận    | Bàn     | Trận      | Bàn       |
| --------------------- | ------------------- | ------------------- | -------- | -------- | ------------ | ------------ | ------------- | ------------- | ------- | ------- | --------- | --------- |
| Bogotá                | 2021                | Categoría Primera B | 11       | 0        | 0            | 0            | —             | —             | —       | —       | 11        | 0         |
| Bogotá                | 2022                | Categoría Primera B | 23       | 3        | 1            | 0            | —             | —             | —       | —       | 24        | 3         |
| Bogotá                | Tổng cộng           | Tổng cộng           | 34       | 3        | 1            | 0            | —             | —             | —       | —       | 35        | 3         |
| Bayer Leverkusen      | 2022–23             | Bundesliga          | 0        | 0        | 0            | 0            | —             | —             | 0       | 0       | 0         | 0         |
| Bayer Leverkusen      | 2023–24             | Bundesliga          | 7        | 0        | 0            | 0            | —             | —             | 3       | 0       | 10        | 0         |
| Bayer Leverkusen      | Tổng cộng           | Tổng cộng           | 7        | 0        | 0            | 0            | —             | —             | 3       | 0       | 10        | 0         |
| 1. FC Nürnberg (mượn) | 2022–23             | 2. Bundesliga       | 0        | 0        | 0            | 0            | —             | —             | —       | —       | 0         | 0         |
| Hull City (mượn)      | 2024–25             | EFL Championship    | 30       | 1        | 1            | 1            | —             | —             | —       | —       | 31        | 2         |
| Hull City             | 2025–26             | EFL Championship    | 0        | 0        | 0            | 0            | 0             | 0             | —       | —       | 0         | 0         |
| Hull City             | Tổng cộng           | Tổng cộng           | 30       | 1        | 1            | 1            | 0             | 0             | —       | —       | 31        | 2         |
| Tổng cộng sự nghiệp   | Tổng cộng sự nghiệp | Tổng cộng sự nghiệp | 71       | 4        | 2            | 1            | 0             | 0             | 3       | 0       | 76        | 5         |

1. ↑  Bao gồm Copa Colombia, DFB-Pokal, FA Cup
2. ↑  Bao gồm EFL Cup
3. ↑  Số lần ra sân tại UEFA Europa League

## Danh hiệu
Bayer Leverkusen
- Bundesliga: 2023–24[6]